# 菖蒲町菖蒲
菖蒲町菖蒲（しょうぶちょうしょうぶ）は、埼玉県久喜市の町名。郵便番号は346-0106。

## 地理
菖蒲町新堀・菖蒲町三箇・菖蒲町上大崎・北中曽根、加須市芋茎と隣接する。市街地は旧国道122号の沿線を中心に形成され、近年では蓮田都市計画事業菖蒲北部土地区画整理事業により国道122号騎西菖蒲バイパス沿線に工場、商業施設が形成されている。鉄道路線は無く、久喜駅、白岡駅、桶川駅から朝日自動車の路線バスが運行されている。河川は北側に西堀用水、東側に備前堀川、騎西菖蒲バイパス沿いに庄兵衛堀川、西側に星川（見沼代用水）・中島用水路が流れている。

## 歴史
かつて埼玉県南埼玉郡最北端の町として1877年（明治10年)に成立。1954年（昭和29年）9月1日に菖蒲町が三箇村・小林村・栢間村・大山村大字上大崎と合併し菖蒲町大字菖蒲に、2010年3月に久喜市、旧北葛飾郡鷲宮町、旧北葛飾郡栗橋町との合併で現在の大字になった。

## 世帯数と人口
2017年（平成29年）10月1日現在の世帯数と人口は以下の通りである。
| 町丁       | 世帯数    | 人口    |
| ---------- | --------- | ------- |
| 菖蒲町菖蒲 | 2,540世帯 | 5,918人 |

## 交通
地内に鉄道は敷設されていない。

### バス
- 朝日自動車菖蒲営業所

### 道路
- 国道122号（騎西菖蒲バイパス）
- 埼玉県道12号川越栗橋線
- 埼玉県道5号さいたま菖蒲線
- 埼玉県道149号加須菖蒲線
- 緑のヘルシーロード

## 寺社
- 吉祥院
- 長福寺
- 菖蒲神社
- 秋葉神社
- 市神神社
- 金山神社

## 施設
- 菖蒲文化会館（菖蒲図書館）
- 久喜市立しょうぶ会館（隣保館）
- 埼玉りそな銀行菖蒲支店
- モラージュ菖蒲
- フォレオ菖蒲
- 見沼代用水土地改良区
- 菖蒲郵便局
- 南彩農業協同組合菖蒲支店
- 埼玉県立菖蒲小学校
- 久喜市立菖蒲東小学校
- 菖蒲幼稚園
- 宮嶋整形外科
- しらさぎ公園

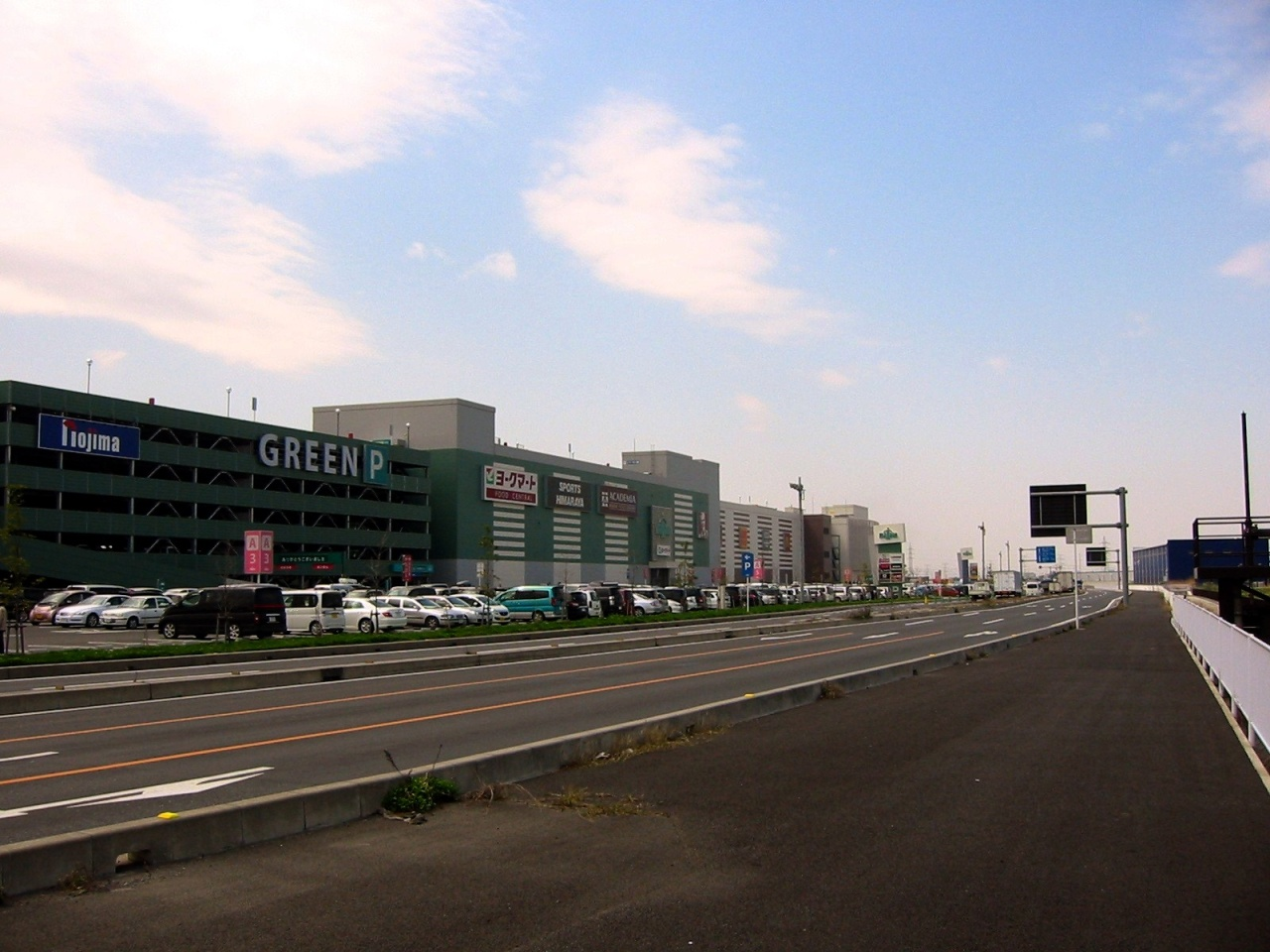
モラージュ菖蒲

- 菖蒲運動公園 - 埼玉県立菖蒲高等学校跡地
- 寺田公園